# Сопине
Со́пине — село Сартанської селищної громади Маріупольського району Донецької області України. Відстань до Новоазовська становить близько 29 км і проходить автошляхом E58.

## Загальні відомості
Сопине відомий курорт на узбережжі Азовського моря, де розташовано не один десяток баз оздоровлення та відпочинку, із яких станом на кінець 2017 р. працюючих лишилось 2-3. Поруч із селом розташований великий бакай, глибина якого близько 30 метрів, що в декілька разів перевищує найбільше глибину Азовського моря. Ця штучна водойма утворилась внаслідок видобування піску під час оборони Маріуполя у Другій світовій війні. До 2012 р. була відділена піщаним берегом, наразі море розмило піщаний насип та з'єдналося з бакаєм.
Раз на годину курсує автобус № 67 за маршрутом Сопине — Маріуполь (стан 3600, заводоуправління «Азовсталі»).
Частина помешкань сопинців перебуває в зоні обрушення в море.

## Населення
За даними перепису 2001 року населення села становило 282 особи, з них 25,53 % зазначили рідною мову українську та 74,47 % — російську.

## Новітня історія
- див. оборона Маріуполя